# ژوئل متیپ
ژوئل متیپ (انگلیسی: Joël Matip؛ زاده ۸ اوت ۱۹۹۱) یک  بازیکن سابق فوتبال است. وی سابقه بازی در شالکه ۰۴ و باشگاه فوتبال لیورپول را داشته‌است. متیپ در تاریخ ۱۲ اکتبر ۲۰۲۴ از فوتبال خداحافظی کرد.
افتخارات چمپیونزلیگ ۲۰۱۹ جام باشگاه‌های جهان ۲۰۲۰ لیگ برتر انگلستان ۲۰۲۰ سوپر کاپ اروپا ۲۰۲۰ جام حذفی فوتبال انگلستان ۲۰۲۲.